# Omar ibn Said
Omar ibn Said (em árabe: عمر بن سعيد‎ 'Umar bin Saeed; 1770-1864) foi um estudioso islâmico Fula de Futa Toro na África Ocidental (atual Senegal), que foi escravizado e transportado para os Estados Unidos em 1807. Lá, enquanto escravizado pelo resto de sua vida, ele escreveu uma série de obras em língua árabe sobre história e teologia, incluindo uma autobiografia postumamente famosa.

## Biografia
Omar ibn Said nasceu em uma família rica no Imamate de Futa Toro, um estado teocrático islâmico localizado ao longo do rio Senegal Médio na África Ocidental. Ele era um estudioso islâmico e um Fula que passou 25 anos de sua vida estudando com proeminentes estudiosos muçulmanos, aprendendo uma série de assuntos, incluindo matemática, astronomia, negócios e teologia. Em 1807, ele foi capturado durante um conflito militar, escravizado e levado através do Oceano Atlântico para os Estados Unidos. Ele escapou de um mestre cruel em Charleston, Carolina do Sul, e viajou para Fayetteville, Carolina do Norte . Lá ele foi recapturado, enviado para a prisão e depois vendido para James Owen, a quem Omar ibn Said descreveu como sendo gentil com ele. A família Owen ficou impressionada com a educação de ibn Said e forneceram a ele uma tradução do Alcorão para o inglês. Ele também recebeu uma tradução árabe da Bíblia com a ajuda de Francis Scott Key, autor de " The Star-Spangled Banner ". ibn Said recebeu várias oportunidades para retornar à África, mas ele optou por permanecer nos Estados Unidos, citando sua incerteza de que sua família e seu povo ainda estivessem intactos. Ele viveu em seus noventa e poucos anos e ainda era escravizado no momento de sua morte em 1864. Ele foi enterrado no condado de Bladen, Carolina do Norte. Omar ibn Sa'id também era conhecido como tio Moreau e príncipe Omeroh.
Embora ibn Said tenha se convertido ao cristianismo em 3 de dezembro de 1820, essa sua conversão ao cristianismo é contestada, já que há dedicatórias a Maomé escritas em sua Bíblia e um cartão datado de 1857 no qual ele escreveu Surat An-Nasr, uma sura curta que se refere à conversão de não-muçulmanos ao Islã 'em multidões.' O verso deste cartão contém a caligrafia de outra pessoa em inglês, identificando erroneamente a sura como o Pai Nosso e atestando o status de Omar como um bom cristão. Além disso, enquanto outros que escreveram em nome de Omar o identificaram como cristão, sua própria autobiografia e outros escritos oferecem uma posição mais ambígua. Na autobiografia, ele ainda elogia Maomé ao descrever sua vida em seu próprio país; suas referências a "Jesus, o Messias" na verdade são paralelas às descrições corânicas de Jesus (que é chamado المسيح‎ 'o Messias' um total de onze vezes no Alcorão), e descrições de Jesus como 'nosso senhor/mestre' (سيدنا sayyidunā) empregam o típico honorífico islâmico para profetas e não deve ser confundido com Senhor (ربّ‎ rabb); e a descrição de Jesus como 'trazendo graça e verdade' (uma referência a João 1:14) é igualmente apropriada à concepção de Jesus no Islã.[carece de fontes?]
A análise literária da autobiografia de ibn Said sugere que ele a escreveu para dois públicos, os literatos brancos que buscavam explorar sua conversão ao cristianismo e os leitores muçulmanos que reconheceriam os dispositivos literários e subtextos do Alcorão e entenderiam sua posição como um muçulmano usando a Taqiya para esconder sua fé enquanto vive sob perseguição. Em uma carta escrita a Sheikh Hunter sobre a autobiografia, ele se desculpou por esquecer a "conversa" de sua terra natal e terminou a carta dizendo: "Ó meus irmãos, não me culpem", sabendo que Hunter exigiria tradutores de língua árabe para ler a mensagem. O estudioso Basima Kamel Shaheen argumenta que a ambiguidade espiritual de Said pode ter sido propositalmente cultivada para impressionar um amplo público leitor sobre as injustiças da escravidão.

## Manuscritos

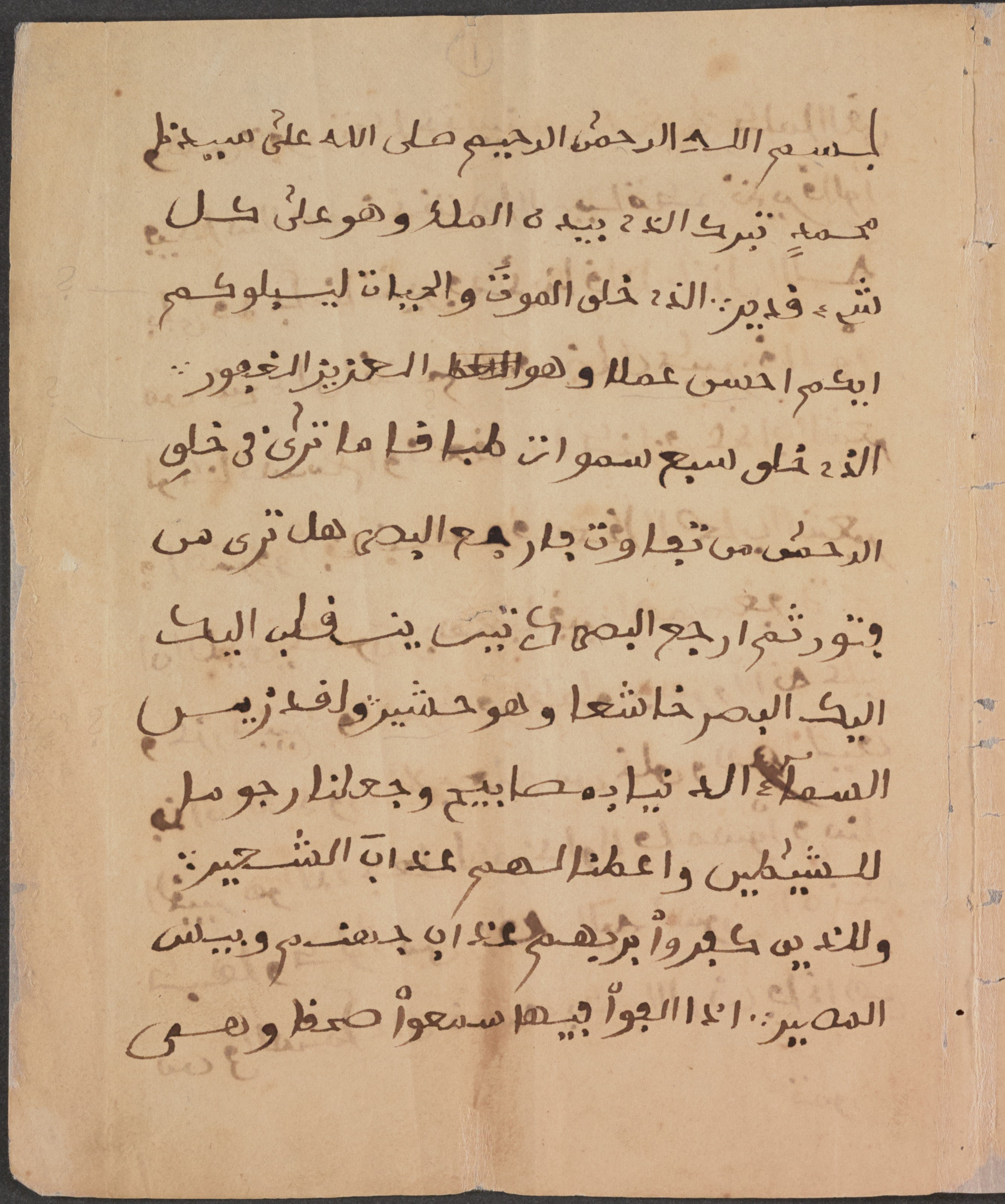
Surat Al-Mulk do Alcorão, copiado por Omar ibn Sa'id em um script Fulani rudimentar

Omar ibn Said é amplamente conhecido por quatorze manuscritos que escreveu em árabe . De todos os seus manuscritos árabes, ele é mais conhecido por seu ensaio autobiográfico, A Vida de Omar ibn Said, escrito em 1831. Descreve alguns dos eventos de sua vida e inclui reflexões sobre sua firme adesão ao Islã e sua abertura para outras pessoas "tementes a Deus". Na superfície, o documento pode parecer tolerante em relação à escravidão; no entanto, Said começa com Surat Al-Mulk, um capítulo do Alcorão, que afirma que somente Deus tem soberania sobre os seres humanos. O manuscrito é a única autobiografia árabe conhecida por um escravo na América. Foi vendido dentro de uma coleção de documentos de Sa'id entre colecionadores particulares antes de sua aquisição pela Biblioteca do Congresso em 2017. Desde então, foi tratado para preservação e disponibilizado online.
A maioria dos outros trabalhos de Said consistia em manuscritos islâmicos em árabe, incluindo uma cópia manuscrita de alguns capítulos curtos (surat) do Alcorão que agora fazem parte da Coleção da Carolina do Norte na Biblioteca Wilson da Universidade da Carolina do Norte em Chapel Hill . Transcrevendo de memória, ibn Said cometeu alguns erros em seu trabalho, notadamente no início da Surat An-Nasr . Sua Bíblia, uma tradução para o árabe publicada por uma sociedade missionária, que tem anotações em árabe de Omar, faz parte da coleção de livros raros do Davidson College. Sa'id também foi o autor de uma carta, datada de 1819, endereçada ao irmão de James Owen, Major John Owen, escrita em árabe e contendo numerosas referências corânicas (inclusive da supracitada Surat Al-Mulk ), que também inclui vários símbolos geométricos e formas que apontam para suas possíveis intenções esotéricas. Esta carta, atualmente alojada no Seminário Teológico Andover, é reimpressa no povo africano de Allen Austin que são africanos: Um livro de referência.

## Legado
Em 1991, uma mesquita em Fayetteville, Carolina do Norte, renomeou-se Masjid Omar ibn Sayyid em sua homenagem.
A ópera Omar, inspirada em ibn Said e escrita por Rhiannon Giddens e Michael Abels, teve sua estreia no Teatro Sottile durante o Festival Spoleto em Charleston, Carolina do Sul, em 27 de maio de 2022.

## Galeria
- Registro em Ambrótipo, c. 1855
- Registro fotográfico, c. 1905
- Reverso da foto citada.